# Dirk Hamilton
Dirk Charles Hamilton (Hobart, 31 agosto 1949) è un musicista e cantautore statunitense.

## Biografia
È nato a Hobart (Indiana) ma è cresciuto a Stockton (California), dove ha imparato in breve tempo a suonare la chitarra. Ha cominciato a scrivere canzoni e tenere concerti durante gli anni delle scuole superiori. Dopo essersi trasferito a Los Angeles, dal 1976 al 1980 ha prodotto quattro album che hanno ottenuto un'ottima valutazione, specialmente dalla critica. Due di essi sono stati registrati per l'etichetta discografica ABC Records, gli altri due per la Elektra Records/Asylum Records. Il suo stile non può essere attribuito ad un genere specifico, ma si può dire situato principalmente tra il folk e il rock. Viene spesso paragonato soprattutto a Van Morrison; ma anche a Loudon Wainwright III, John Hiatt e Bob Dylan.
Ha lasciato temporaneamente la musica dal 1980 al 1986, a causa di dissensi con l'industria musicale, per occuparsi di varie attività sociali, soprattutto del recupero dei ragazzi disabili. Ma in seguito ha ricostituito un gruppo musicale ed ha ricominciato a dare concerti dal vivo e a produrre nuovi album. Ha firmato un contratto valido dal 1990 al 1994 con l'etichetta "Appaloosa Records" di Milano. Nonostante non fosse mai stato in Italia, proprio da noi ha ottenuto il maggiore successo di pubblico; perciò in seguito è venuto in Italia per suonare in numerosi concerti che hanno confermato la sua popolarità; notevole la sua partecipazione alla manifestazione musicale "Ferrara Sotto le Stelle" nel 1997 e nel 2002. Da allora tiene concerti in Italia ogni anno; normalmente accompagnato, a partire dal 2004, dal gruppo italiano "The Bluesmen". Degna di nota nel 2006 la sua collaborazione all'album in lingua inglese Confessions Boulevard del cantautore italiano Graziano Romani.

## Discografia
- 1976 - You Can Sing on the Left or Bark on the Right
- 1977 - Alias I
- 1978 - Meet Me at the Crux
- 1980 - Thug of Love
- 1990 - Too Tired to Sleep
- 1991 - Go Down Swingin'
- 1994 - Yep!
- 1996 - Sufferupachuckle
- 1998 - The Road, the Light, the Night...

(Unofficial bootleg, summer tour of Italy, with band)
- 2000 - Orphans
- 2001 - SEXspringEVERYTHING

- 2003 - Alive in Italy

(DVD)
- 2003 - The Relative Health of Your Horse Outside

(Live in Italy)
- 2005 - Sometimes Ya' Leave the Blues Out on the Road

(CD + DVD, under the name: "Dirk Hamilton & the Bluesmen")
- 2007 - The Ghost of Van Gogh
- 2009 - More Songs from My Cool Life
- 2009 - Live at the Palms
- 2011 - Thug of Love Live

(30th anniversary)
- 2012 - Solo Mono
- 2013 - Sweatshop Piñata
- 2016 - Touch and Go